# 가위
가위(영어: scissors)는 손으로 잡아 종이 등을 쉽게 자를 수 있게 하는 도구이다. 교도(交刀)라고도 한다. 두 장의 얇은 금속 날을 결리지 않도록 엇갈리게 나사로 엮어, 그 두 날이 지레의 원리로 움직이면서 서로 부딪치면 절단력이 발생한다. 플라스틱 판, 얇은 철판, 머리카락, 끈, 종이, 옷감, 강삭 등을 자를 때 쓰인다.

## 종류

### 핑킹가위

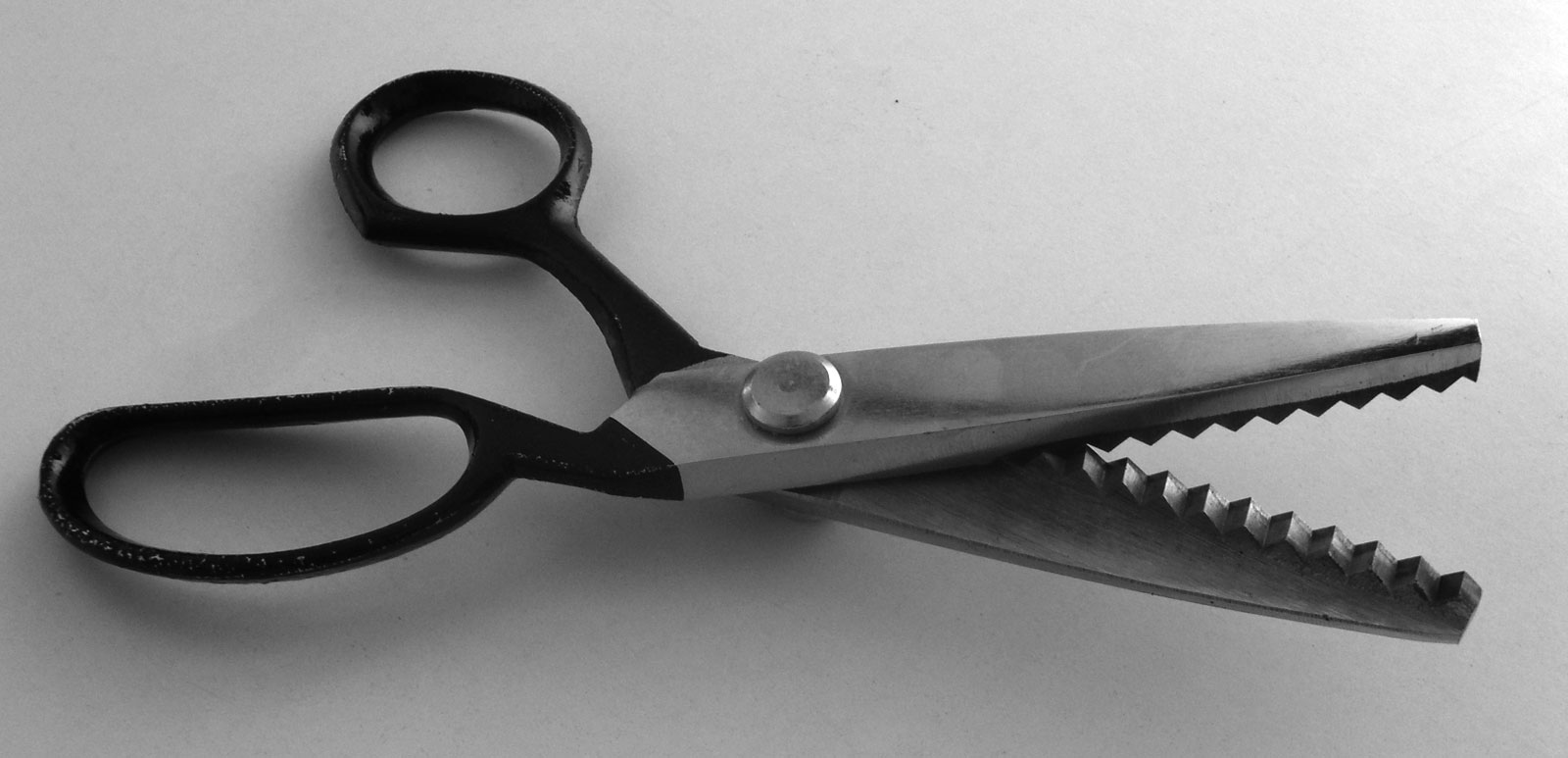
핑킹가위.

핑킹가위는 무늬를 내며 자를 때 사용하는 가위이다. 무늬의 종류는 여러가지이며 물결무늬 지그재그 톱니모양 등이 있다.

### 쪽가위

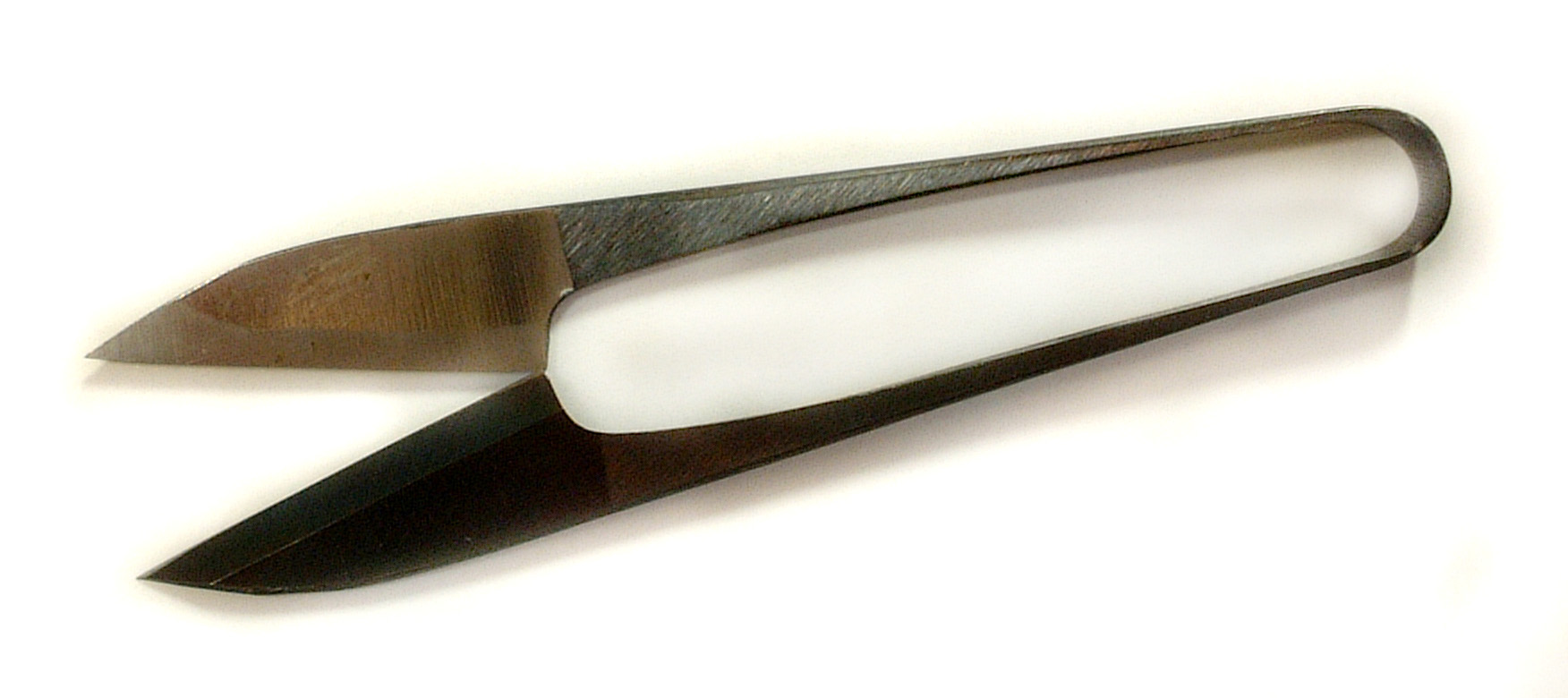
쪽가위.

쪽가위는 실 따위를 자를 때 사용하는 가위이다. 발견된 가위 중 가장 오래된 가위가 쪽가위 형태로 제작되었다. 16세기까지 유럽에서 사용되었으며, 오늘날에도 쪽가위의 형태를 변형한 가위를 찾을 수 있다.

### X자형 가위

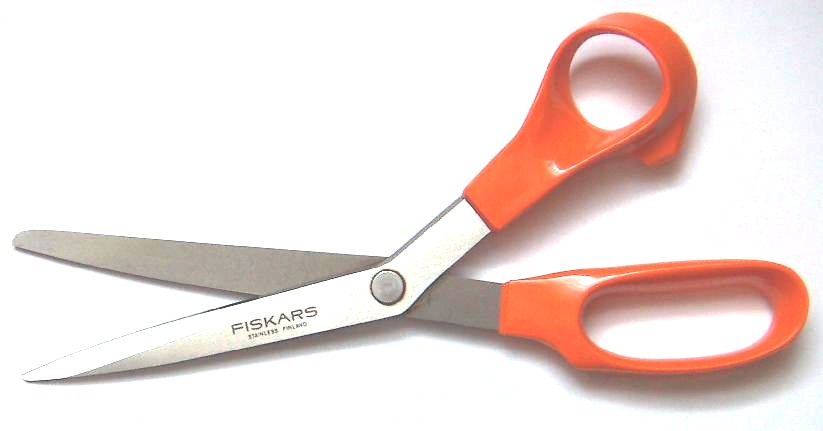
X자형 가위.

X자 형태의 날을 지닌 가위이다. 서기 100년경 고대 로마에서 쪽가위 디자인을 각색하면서 발명되었다.

### 지렛대의 원리로 구분
지렛대의 원리에 바탕을 둔 것으로 지레의 작용점 · 받침점 · 힘점의 상호관계에 의하여, 힘점이 작용점과 받침점 사이에 있는 원지점식(元支點式), 지레의 받침점이 힘점과 작용점의 사이에 있는 중간지점식, 작용점이 힘점과 받침점 사이에 있는 선(先)지점식의 3가지로 구별된다.
따라서 이것을 응용한 가위도 3종으로 대별된다. 원지점식에 속하는 것으로서 손자수용 가위 · 잎따기가위 · 망(綱)베기가위 등이 있고, 중간지점식에 속하는 것으로는 재단가위 · 꽃가위 · 전정가위 · 전지가위 · 잔디가위 · 양철가위 · 버튼홀가위 · 의료가위 · 이용(理容)가위 등이 있다. 선지점식에 속하는 것은 눌러서 자르는 가위와 과일따기 가위 등이 있다.

## 유래와 역사
지금까지 발견된 세상에서 가장 오래된 가위는 기원전 1000년경 메소포타미아에서 만들어진 가위다. 특히 로마 시대의 유물로 가위가 많이 발견되었으며, 이 시대 가위는 라틴 문화 중기에 중부 및 북유럽 등으로 전해졌다. 라틴 문화의 가위는 남자의 무덤에 부장되어 있는 것으로 보아, 알려져있던 양모를 깎기 위한 것이 아니고 수염을 깎는 데 쓰인 것으로 추측된다. 그리고 로마 시대의 유물에서 발견된 날이 짧고 튼튼하게 만들어진 가위는 철사나 튼튼한 실, 얇은 철판등을 자르는 데 사용된 것으로 보인다.
한국에서 발견된 가장 오래된 가위는 경주 분황사 모전석탑에서 발견된 가위이며, 모양이나 쓰임새가 중국에서 발견된 것과 같은 걸로 보아 중국에서 건너왔을 것이라고 학자들은 말한다. 전 세계에서 발견된 유물을 비교해볼 때 가위는 서양에서 처음 만들어져 사용되다가 중국에 전해졌을 거라고 추측할 수 있다.
한국의 가위는 조선 후기 인조 이후 청나라에서 보급되었다는 설이 있었지만 1985년부터 1976년 경상북도 경주 동쪽 안압지 유적을 발굴하던 중 1976년 경주 월지 금동초심지가위(慶州 月池 金銅燭鋏) 혹은 금동촉협(金銅燭鋏)이 발견되어 8세기 경 혹은 그 이전에 가위가 존재한 것이 확인되었다. 이 가위는 후대의 가위와는 다른 손잡이 부분이 길고, 자르는 부분은 짧다. 이는 조선시대 후기의 쪽가위와 유사한 형태의 가위와도 모양이 다르다. 경주 월지 금동초심지가위는 국립경주박물관에 소장되었고 2014년 12월 31일 대한민국 보물 제1844호로 지정됐다.

## 같이 보기
- 가위 바위 보
- 칼